# Umbrella Corporation

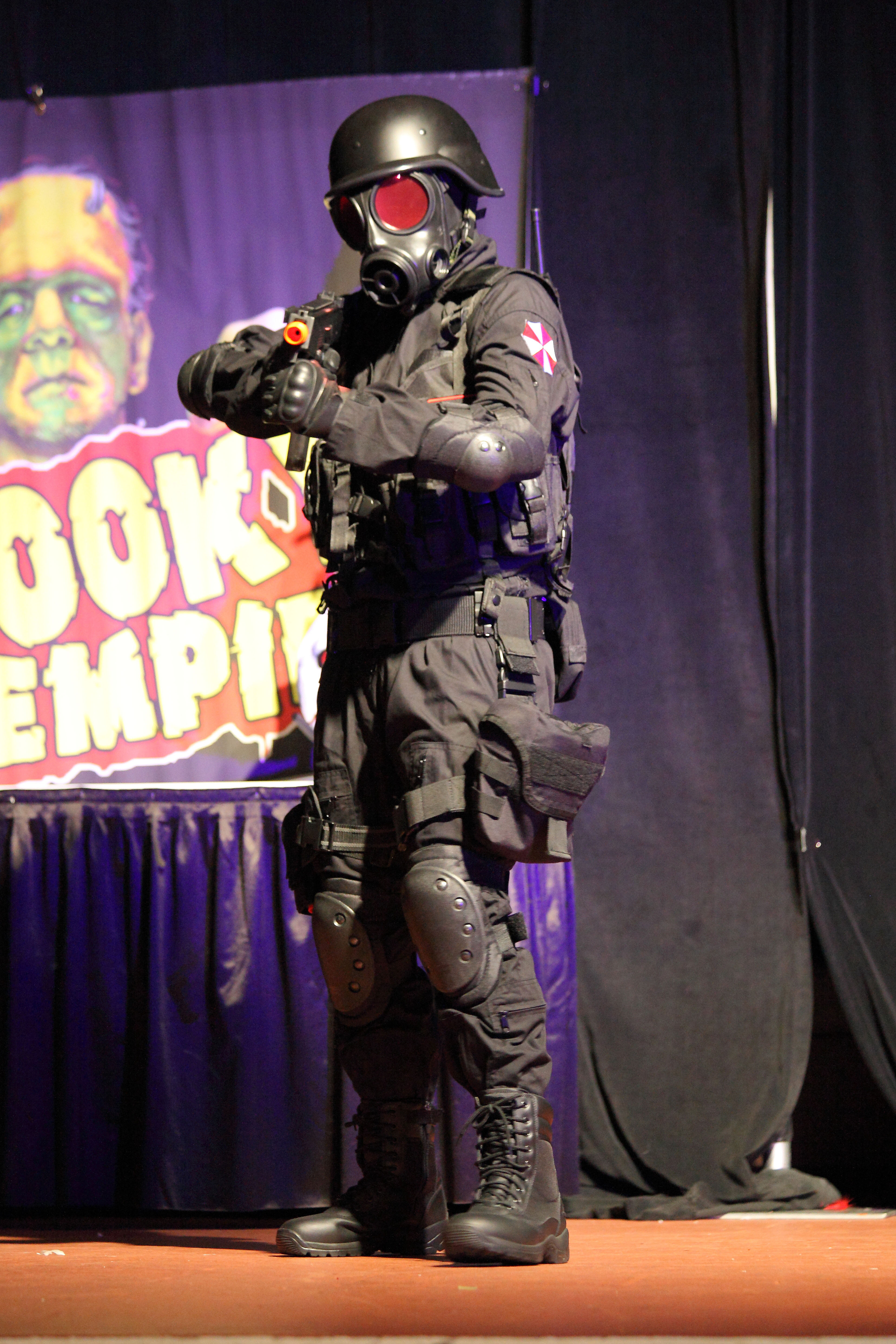
Costume ispirato ai mercenari della Umbrella Corporation

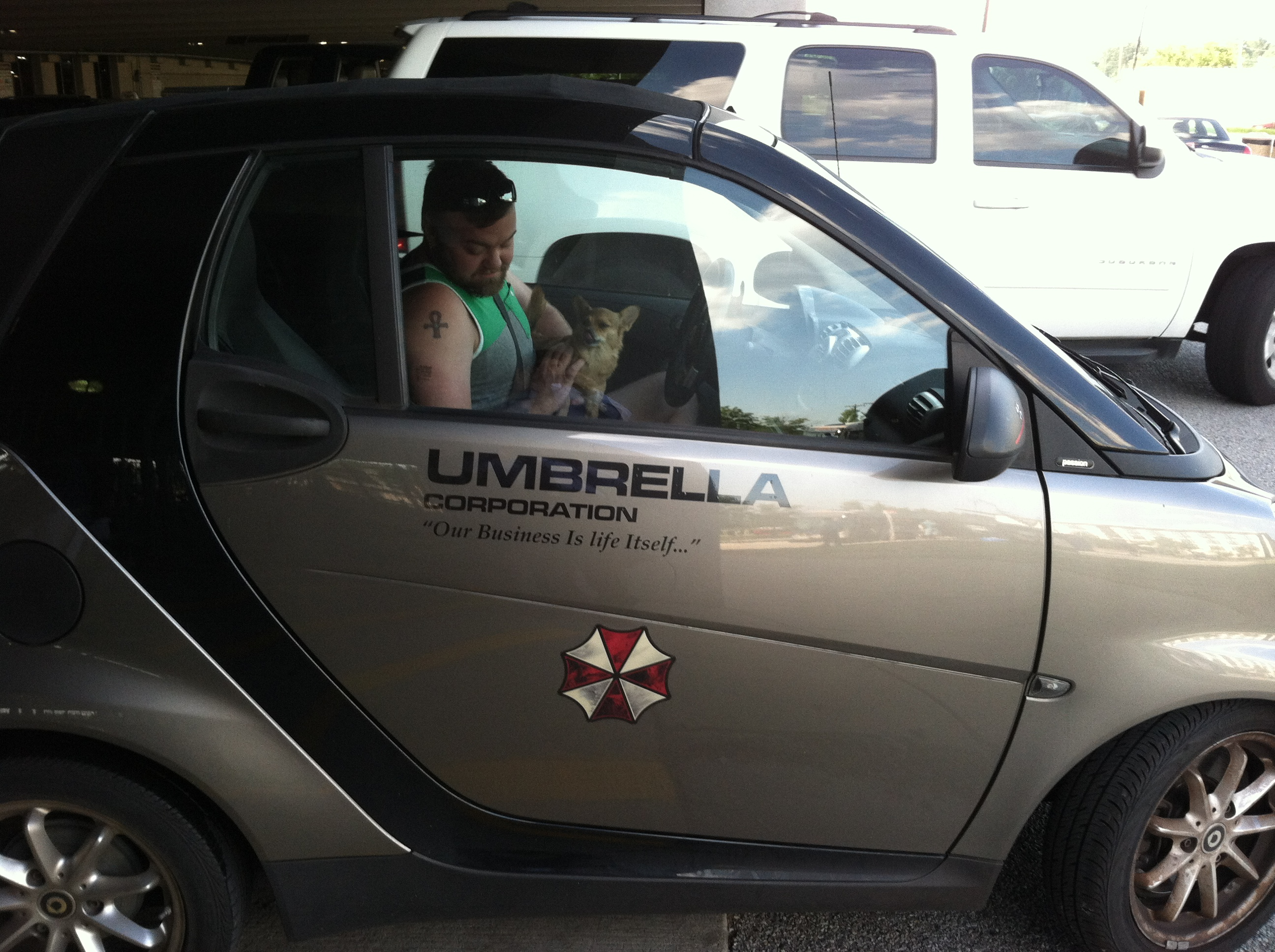
Auto con scherzoso riferimento alla Umbrella Corporation

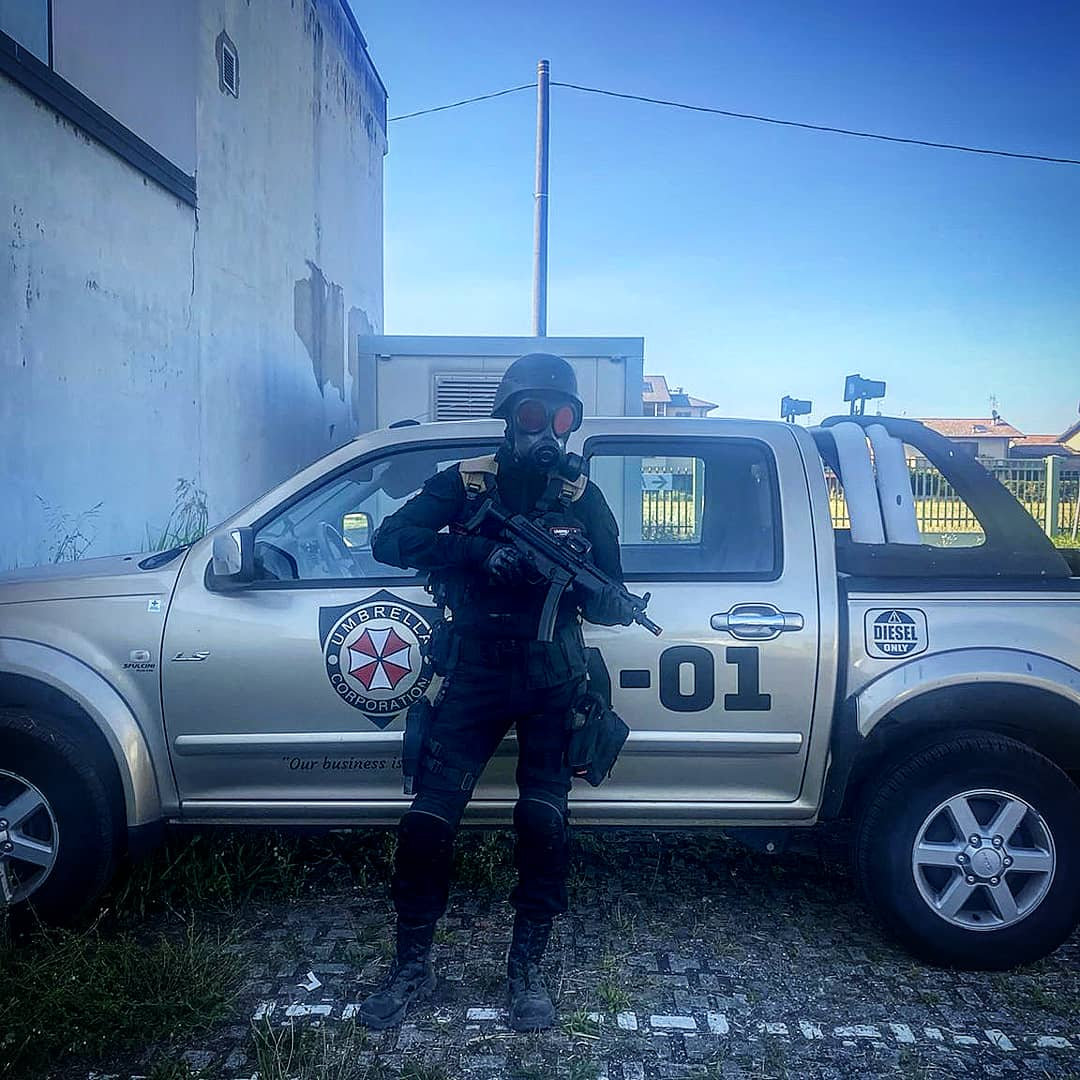
Cosplayer di membro delle forze speciali Umbrella e pick-up con le insegne della compagnia

La Umbrella Corporation (anche nota come Umbrella Inc.) è una società immaginaria di biotecnologia presente nella serie dei videogame di Resident Evil e della saga cinematografica a essa ispirata. È una grande industria internazionale e i suoi interessi includono farmaceutica, apparecchi medici, difesa e computer, oltre a operazioni clandestine che usano l'ingegneria genetica e le armi biologiche. La compagnia ha anche più volti pubblici, attività commerciali di produzione di cosmetici e beni di consumo.
Un settore particolare dell'Umbrella opera come un esercito militare privato. Questo settore della società mantiene un reparto di contenimento addestrato al salvataggio, riconoscimento e operazioni para-militari. In aggiunta a questo reparto di contenimento, l'azienda ha un reparto aereo, dotato di una flotta di aerei monomotori a getto da attacco al suolo AV-8B Harrier, aerei cargo C-130 capaci di atterraggi acquatici, elicotteri cargo CH-53 Sea Stallion, elicotteri d'attacco Hughes MH-6 Little Bird e altri mezzi per uso militare. La società usa queste risorse per assicurare e proteggere i propri interessi oltre ai suoi impiegati di alto profilo.

## Storia

### Fondazione
L'Umbrella Corporation fu fondata nel 1968 da Lord Ozwell E. Spencer, un uomo discendente dalla Famiglia Reale Britannica. Il Dr. James Marcus e Lord Edward Ashford furono anch'essi coinvolti nella sua fondazione, ma fu Spencer la vera mente ideatrice della società, mentre Marcus e Ashford erano più interessati ai potenziali utilizzi del Virus Progenitore, un nuovo tipo di virus che i tre uomini avevano scoperto di recente.
Quando Edward Ashford morì per un incidente con il virus nel 1968, Spencer fu capace di tenere lontano Marcus dalla guida della società mentre egli l'avrebbe guidata per oltre trent'anni. Presto la Umbrella ricevette molti strumenti per le ricerche, e cominciò molti studi su varie armi biologiche e virus quali - Virus T, Nemesis parasite e altri - ma fu il centro di ricerche di Arklay nei pressi di Raccoon City che divenne il più famoso, assieme al vicino centro di addestramento personale di Arklay, che era utilizzato per l'addestramento del personale dell'Umbrella e inoltre conteneva le installazioni di laboratorio. Comunque fu scoperto dal ricercatore Albert Wesker che il potenziale militare del virus T non sarebbe mai venuto fuori a causa dei costi di ricerca e sviluppo, e che il centro di Arklay sembrava posto deliberatamente in un'area dove ogni perdita avrebbe causato un'incontrollabile esplosione.
In Spencer crebbe col tempo una certa diffidenza verso Marcus, ed era preoccupato che lo scienziato, che aveva ultimamente iniziato a fare un passo indietro con i suoi progetti di ricerca, potesse mettere in pericolo la sua posizione di figura chiave della Umbrella. Spencer programmò il suo assassinio assieme a Wesker e William Birkin. Birkin infine prese il controllo delle sue ricerche.

## Prodotti
Un fattore che contribuisce al successo della Umbrella sono i loro prodotti commerciali e non-letali. Tali prodotti includono:
- Adravil: un analgesico.
- Safsprin: uno dei tre prodotti pubblici principali della Umbrella. Basato sull'aspirina, può essere usato come trattamento per varie comuni malattie quotidiane.
- Uspirim: un altro prodotto basato sull'aspirina, introdotto nel finale good di Alyssa Ashcroft in Resident Evil: Outbreak.
- Aqua Cure: successo pubblico della Umbrella, Aqua Cure è un unguento usato su ferite aperte che ha reso la società famosa in tutto il mondo. Viene considerato come il prodotto pubblico primario della Umbrella ed è molto efficace. Molto simile al ricorrente First Aid Spray che appare spesso nella serie.
- Valifin: un prodotto medicinale non-canonico menzionato nella trasformazione in fiction di Resident Evil: Zero Hour di S.D. Perry, il Valifin è una medicina pediatrica cardiologica che ha come effetto collaterale il guasto dell'attività renale.
- Regenerate: un prodotto non-canonico (menzionato solo nei film) per la cura della pelle, in grado di rianimare le cellule morte e ringiovanire l'aspetto fisico. È presente solo nel teaser trailer di Resident Evil: Apocalypse, strutturato come una finta pubblicità della Umbrella Corporation. Lo "spot" dichiara che il prodotto è basato su una non meglio specificata T-cell formula, il che lascia intendere che sia in qualche modo collegato al Virus T. In origine il prodotto doveva anche apparire nel film, e non solo nel trailer, ma le scene che lo riguardavano sono state tagliate.[1]
- Altri prodotti visti in tutti i giochi di Resident Evil, ma non limitato a, soft drinks, cosmetici, e armi da fuoco.

## Personale conosciuto

### Sig. Trent
Trent è descritto come uomo di media altezza sempre ben vestito e molto curato, con la sua capigliatura nera tagliata corto. Molto evasivo nelle sue affermazioni, tende a trincerarsi dietro domande scomode con un sorriso alquanto enigmatico della sua bianchissima dentatura. Il suo ruolo è dirigere la divisione della Umbrella Corporation situata a Raccoon City, dopo esserne stato assunto 6 mesi prima dell'incidente di Villa Spencer. Trent è il figlio del professor James Darius microbiologo (alle dipendenza della Umbrella nel settore Ricerca e Sviluppo) e della moglie Hellen (dott.ssa in farmacologia). Darius dopo molte ricerche riuscì a sviluppare una formula per la riparazione dei tessuti arrivando fino a progettarne una miscela virale. La Umbrella capendo il potenziale tossico per gli affari, sottrasse la formula alla coppia e l'affidò al giovane William Birkin. Da lì a qualche tempo dopo nel laboratorio di Darius scoppiò un incendio in cui morirono lui la moglie e tre fidati assistenti. L'incendio però non uccise l'unico figlio della coppia che era lontano per studi, il nome del ragazzo era Victor Darius poi convertito in James Trenton. Ha un anello con una pietra d'Onice nera lavorata, l'anello è soprannominato Black Hellen in onore della madre.

#### Apparizioni
Fa la sua prima apparizione nel primo libro dell'autrice S.D. Perry Tyrant il distruttore in quanto incarica Jill Valentine di distruggere Villa Spencer dalle creature mostruose che la infestano consegnandole un minidisk contenente la mappa della villa. In Caliban Cove Trent consegna un plico di documenti a David Trapp. I documenti contengono informazioni per aiutare la squadra a risolvere gli enigmi che si presenteranno nello stabilimento. Ne La città dei morti (Resident Evil: City of The Dead) Trent incarica Ada Wong di recuperare un campione di virus-T. Ne L'orrore sotterraneo Trent dirotta l'aereo con i membri dell'ex team S.T.A.R.S., Claire Redfield e Leon Scott Kennedy verso l'aeroporto di Salt Lake City per recuperare un diario contenente informazioni sensibili alla Umbrella. In Nemesis Trent indica a Carlos Oliveira alcune informazioni che potrebbero risultargli utili per sopravvivere all'orrore di Raccoon City. In Codice Veronica ordina a Albert Wesker di recuperare un campione di virus T-Veronica.

### Rodrigo Juan Raval
Rodrigo è un agente della Umbrella, il suo ruolo è guardia carceraria di Rockfort Island. Cattura Claire Redfield in uno dei quartier generali della Umbrella Inc. a Parigi. Dopo un attacco che contamina l'isola con del virus T, ritenendo inutile tenere la ragazza prigioniera la libera. Muore divorato da un verme gigante dopo aver incontrato Chris Redfield e avergli restituito l'accendino che gli aveva lasciato Claire. Stando ad alcune voci, la famiglia di Rodrigo vive e lavora da generazioni sull'isola.
Appare in Resident Evil Code: Veronica e nel romanzo Codice Veronica dove libera Claire Redfield per darle una possibilità di sopravvivere all'orrore di Rockfort Island.

### Burnside
Burnside è un camionista della Umbrella Corporation, il suo ruolo è quello di semplice autotrasportatore. Un giorno viene catturato dagli agenti della Umbrella e viene inviato insieme al figlio sull'isola di Rockfort Island. Dopo un l'attacco che contamina l'isola con del virus T ne rimane infettato. Viene ucciso dal figlio Steve Burnside mentre cerca di divorare Claire.
Appare in Resident Evil Code: Veronica e nel romanzo Codice Veronica, viene ucciso dal figlio Steve Burnside.

### Frederic Downing
Frederic Downing è un ricercatore di alto livello dell'Umbrella Corporation.
La sua importanza all'interno della saga è data dal fatto di essere stato colui che ha materialmente permesso alle ricerche relative al Virus T e al Virus G di non andare perdute con la distruzione di Raccoon City a seguito della fuga virale del 1998.
Fa la sua prima ed unica apparizione nel film in computer grafica Resident Evil: Degeneration

## Installazioni conosciute

### Nord America
- Arklay Research Facility: una struttura di ricerca collocata nella foresta di Raccoon City, tra le montagne di Arklay, camuffata dalla villa progettata da George Trevor per Ozwell E. Spencer negli anni '60. La Umbrella condusse qui la maggior parte dei suoi esperimenti sul Virus T, inclusa la creazione del Tyrant. La struttura fu distrutta nel 1998 dopo la fuoriuscita del virus.
- Umbrella Research Center: anche conosciuto come Management Training Facility, questa costruzione, creata nel 1968, fu gestita da James Marcus allo scopo di istruire i futuri ricercatori dell'Umbrella. Fu ufficialmente chiusa nel 1978, anche se Marcus continuò le sue ricerche là fino al suo assassinio nel 1988. Un'unità investigativa fu inviata nel 1998 per ispezionare la struttura per una possibile riapertura. Fu distrutta da William Birkin.
- Unnamed Chicago Research Facility: la struttura dove John, il fidanzato deceduto di Ada Wong, lavorò prima di essere trasferito all'Arklay Research Facility. William Birkin era solito visitare questa struttura per condurre un seminario di allenamento mensile.
- Raccoon City Underground Laboratory: struttura che cominciò ad essere costruita verso la fine del 1991 per il solo scopo di ospitare il progetto del Virus T di William Birkin. L'unico modo di accedervi è attraverso un sistema a cabina di funicolare dentro le fogne di Raccoon City, inoltre è anche collegata alla Management Training Facility.
- Dead Factory: anche conosciuto come Disposal Facility, questa struttura, nascosta in una fabbrica abbandonata a Raccoon City, era usata per la distruzione chimica dei soggetti degli esperimenti. Contribuì molto all'epidemia del virus in città.
- Raccoon City Corporate Headquarters: una grande struttura usata per testare la capacità combattiva delle B.O.W. Qui venne impiegato un siero (antivirus) sperimentale per debellare il Virus T.
- Raccoon City Hospital: l'Umbrella costruì un piccolo laboratorio nel semiterrato dell'ospedale della città. Questo laboratorio conteneva il MA-124 Hunters in serbatoi di contenimento, oltre che un equipaggiamento per la sintetizzazione di un vaccino contro il Virus T.
- Umbrella Corporation Office and Research Facility: la principale corporazione di uffici dell'Umbrella era collocata nel centro di Raccoon City. Questa struttura era la sede pubblica dell'Umbrella. I laboratori contenevano gli Hunters e una unità di T-103 Tyrant. I ricercatori dell'Umbrella Linda e Carter scoprirono qui una cura del Virus T.
- Classified Research and Testing Facility: localizzato nell'area di Raccoon City, questa struttura fu costruita dopo che l'area fu distrutta e cancellata. Non si sa molto in proposito. Si sa che la Umbrella condusse test e ricerche e controlli dell'aria circostante per una qualche possibile minaccia di contaminazione o intrusione. La struttura è inaccessibile a qualsiasi mezzo di trasporto escluso l'elicottero, ed è costruita dentro un cratere.

### Altro
- Umbrella Russian Branch: l'ultima fortezza della Umbrella, si trova nella regione del Caucaso, nel sud della Russia. In superficie appare come una fabbrica chimica del governo, ma è finita sotto il controllo della Umbrella dopo la caduta dell'Unione Sovietica e viene mantenuta come copertura. Umbrella ha costruito degli impianti sotto la superficie per fare ricerche sui virus e sulle B.O.W.. Divenne la base principale delle operazioni Umbrella dopo che la compagnia cadde in disgrazia e ospitò il supercomputer U.M.F.-013 contenente tutti i dati sulle ricerche della compagnia. È stato qui che la Umbrella continuò le sue terrificanti ricerche e sviluppi sotto il comando di Sergei Vladimir fino al 2003. Uno dei maggiori successi di questa installazione è stato il completamento di Talos, la più sofisticata arma bio-organica mai sviluppata dalla Umbrella.
- Sheena Island: una piccola isola europea di proprietà della Umbrella. Ha ospitato una comunità di ricercatori che lavoravano per la compagnia ed ospitava segretamente la Tyrant Plant che effettuava la produzione di massa dei modelli T-103 (Mr. Xs).
- Umbrella Medical, Parigi: Claire Redfield si infiltra brevemente in questa struttura nel corso di RE: Code Veronica e viene catturata dal capo della sicurezza, Rodrigo Juan Raval. In seguito, Morpheus Duvall ruba fiale di Virus T e G, ed una fiala di Virus sperimentale T-G da questa stessa struttura.
- Umbrella Europe Sixth Laboratory: questo complesso è responsabile della creazione dell'organismo parassita NE-T che permise la produzione del Nemesis.
- Rockfort Island: una isola solitaria usata come residenza privata da Alfred Ashford dopo che questi aveva acquistato il terreno ed aveva mandato via gli abitanti locali. Ospitava anche un campo di prigionia "a prova di fuga", un complesso militare di addestramento per le Unità Speciali della Umbrella (incluso un laboratorio per la creazione dei B.O.W.) ed un aeroporto.
- Umbrella Antarctic Facility: un complesso fatto costruire da Alexander Ashford per il suo progetto Code: Veronica. In seguito, Alexia Ashford, usò tale struttura per le sue ricerche su T-Veronica (ed il seguente T-Alexia).
- Umbrella Atlantic Facility: un complesso di smaltimento su una isola senza nome nell'Oceano Atlantico. È verso questa struttura che la Umbrella inviava i peggiori fallimenti dei propri esperimenti perché venissero smaltiti ma, per ragioni sconosciute, venne chiuso. Fu usato come base operativa dal dirigente rinnegato della Umbrella Morpheus D. Duvall.
- Umbrella UK Computing: apparentemente un centro di calcolo appartenente alla Umbrella, venne chiuso in seguito allo scandalo creato dal disastro di Raccoon City.

## Unità paramilitari
Spesso nella serie Resident Evil, furono introdotte parecchie unità paramilitari appartenenti alla Umbrella.

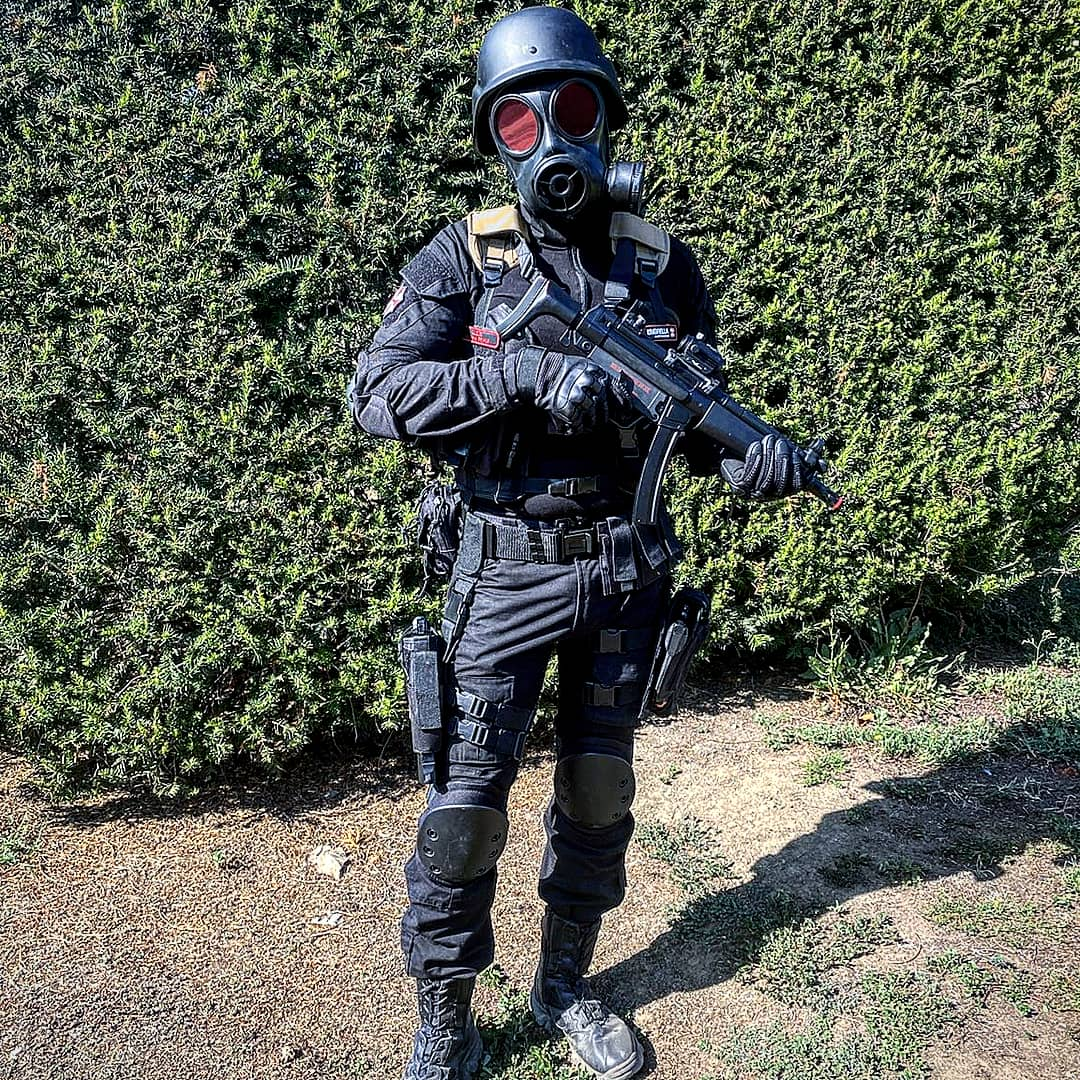
Cosplayer raffigurante HUNK Alpha Team Leader

### Unità di Forze speciali Umbrella
Le Unità di Forze Speciali Umbrella furono introdotte per la prima volta in Resident Evil 2. La U.S.F.U. Alpha Team tentò di sottrarre un campione del Virus G, causando la grande epidemia cittadina nel gioco. Il Delta Team appare nel prequel Resident Evil Zero; Il Delta Team fu inviato per far esplodere l'Ecliptic Express dopo il guaio accaduto, ma venne sopraffatto dalle sanguisughe e annientato. Il Delta Team era sotto il comando diretto di Wesker e Birkin.